# Меркулова, Анна Дмитриевна
Анна Дмитриевна Меркулова (род. 21 июля 1982 года) — российский инженер, топ-менеджер, глава группы компаний «Моспроект-3» с 2012 года по июль 2024 года, персональный член Международной Тоннельной Ассоциации.

## Биография
Родилась 21 июля 1982 года в семье военных и горных инженеров. Экстерном окончила школу, поступила в Московский государственный строительный университет, который окончила в 2004 году с отличием, получив специальность инженер-строитель.
Профессиональную карьеру Анна Меркулова начинала в международном холдинге, где занимала должности от инженера до вице-президента, специализировалась на проектировании технологически сложных многоуровневых автодорожных сооружений. Автор первых проектов реконструкции «клеверных» развязок на МКАД.
В 2012 году Анна Меркулова получила приглашение возглавить ГУП «Моспроект-3». Для реализации градостроительных проектов власти Москвы запустили реформу, которая предполагала консолидацию разрозненных проектных институтов в крупные холдинги. В 2014 году Меркулова провела объединение старейших проектных институтов Москвы «Моспроект-3», «Моспромпроект» и «МНИИТЭП», которые находились в убыточном состоянии, в группу компаний «Моспроект-3». Холдинг консолидировал в себе ключевые инженерные компетенции комплексного института, включая проектирование всех элементов инфраструктуры и комплексное освоение территорий.

## Профессиональная деятельность
Анна Меркулова является одним из авторов проектов реконструкции МКАД, проектов по расширению сети столичного метрополитена, МЦК, строительства хордовой системы магистралей.
Также является активным участником государственной программы по цифровизации экономики, разрабатывая и внедряя цифровые технологии в проектирование и строительство инфраструктурных объектов, входит в состав межведомственных рабочих групп по внедрению технологий информационного моделирования (BIM-технологий) при Правительстве Москвы и при Тоннельной ассоциации России. Под ее руководством командой инженеров ГК «Моспроект-3» разработаны первые в России масштабные BIM-проекты дорожного объекта (Северный дублер Кутузовского проспекта) и метро (Сокольническая и Троицкая линии московского метрополитена). В 2019 и 2021 годах ГК «Моспроект-3» признана BIM-лидером по версии крупнейшего в мире поставщика программного обеспечения для промышленного и гражданского строительства Autodesk.
Объекты ГК «Моспроект-3» неоднократно признавались победителями в московском конкурсе «Лучший реализованный проект в области строительства», за счет улучшения качества работы вывела объединенные в холдинг компании из многолетних убытков. Мэр Москвы Сергей Собянин отметил на церемонии награждения вклад Анны Меркуловой и её команды. Он подчеркнул градостроительную и социальную значимость реализованных холдингом объектов, их архитектурную ценность.
В 2018 году Меркулова запустила авторскую программу корпоративного обучения в Сколково для управленцев в инфраструктурном строительстве (премия Skolkovo Trend Awards). В 2020 году провела международные образовательные интенсивы по сложным геологическим процессам (ASCE, GEODATA) и перспективным методам освоения подземного пространства (TU Graz).
Вице-премьер России Марат Хуснуллин, возглавлявший с 2010 по 2020 год Комплекс градостроительной политики и строительства Москвы, говорил о том, что технологические решения и новаторский подход коллектива, собранного Меркуловой, позволили улучшить качество и снизить стоимость строительства ряда объектов Москвы.
Анна Меркулова — автор многих сложных и ключевых объектов московской агломерации, среди которых:
- в транспортной инфраструктуре:
  - метрополитен (участки Большого кольца, Люблинско-Дмитровской линии, Сокольнической линии в Новой Москве, Троицкой линии, станции метро и МЦК);
  - автомобильные магистрали (Северо-Западная хорда, Северо-Восточная хорда, Юго-Восточная хорда, Южная рокада; развязки МКАД с Ленинградским, Новорижским шоссе и Дмитровским шоссе, Бусиновская и Молодогвардейская развязки; вылетные магистрали — Ярославское, Дмитровское и Щелковское шоссе; ЦКАД; транспортный каркас Новой Москвы и комплексной застройки промзоны «ЗИЛ»; Северный дублер Кутузовского проспекта и др.);
  - транспортно-пересадочные узлы (в том числе, крупнейший в Европе хаб «Рязанская»).
- в гражданском строительстве: комплексная застройка территорий районов Северный и Некрасовка, жилищное строительство, социальные объекты;
- в промышленном строительстве: здание аэровокзала аэропорта «Внуково», привокзальная площадь с автомобильной эстакадой[3].

## Награды
Награждена медалью ордена «За заслуги перед Отечеством» 2-й степени, медалью «За строительство транспортных объектов» 21.08.2020, благодарственными письмами мэра Москвы и почетными грамотами органов исполнительной власти столицы.
В 2021 экспертная комиссия Тоннельной ассоциации России назвала Меркулову инженером года, признав ее лучшей в строительстве метрополитена.